# Panzerzug Szwoleżer
Der Panzerzug Szwoleżer, vorher Panzerzug Powstaniec (deutsch: Aufständischer), war ein improvisierter polnischer Panzerzug während des dritten schlesischen Aufstandes von 1921.

## Geschichte
Als am 2. Mai 1921 der dritte schlesische Aufstand begann, setzten die Aufständischen eine größere Anzahl an Panzerzügen ein, darunter auch den Panzerzug Powstaniec. Er wurde ab dem 21. Mai 1921 aus Teilen des Panzerzug Piłsudczyk und Panzerzug Wilk gebildet, welche bereits am 13. Mai den Raum Kędzierzyn erreichten. Nur einige Tage später wurde der Panzerzug Powstaniec zur Aufstellung des Panzerzug Szwoleżer genutzt. Ab dem 1. Juni erhielt er die Nummer 5 und wurde Teil der 3. Panzerzugdivision mit der Bezeichnung Pociąg pancerny 13 „Szwoleżer“ (kurz: P.P., deutsch: Panzerzug) zugeteilt.

## Technische Daten

### Lokomotiven

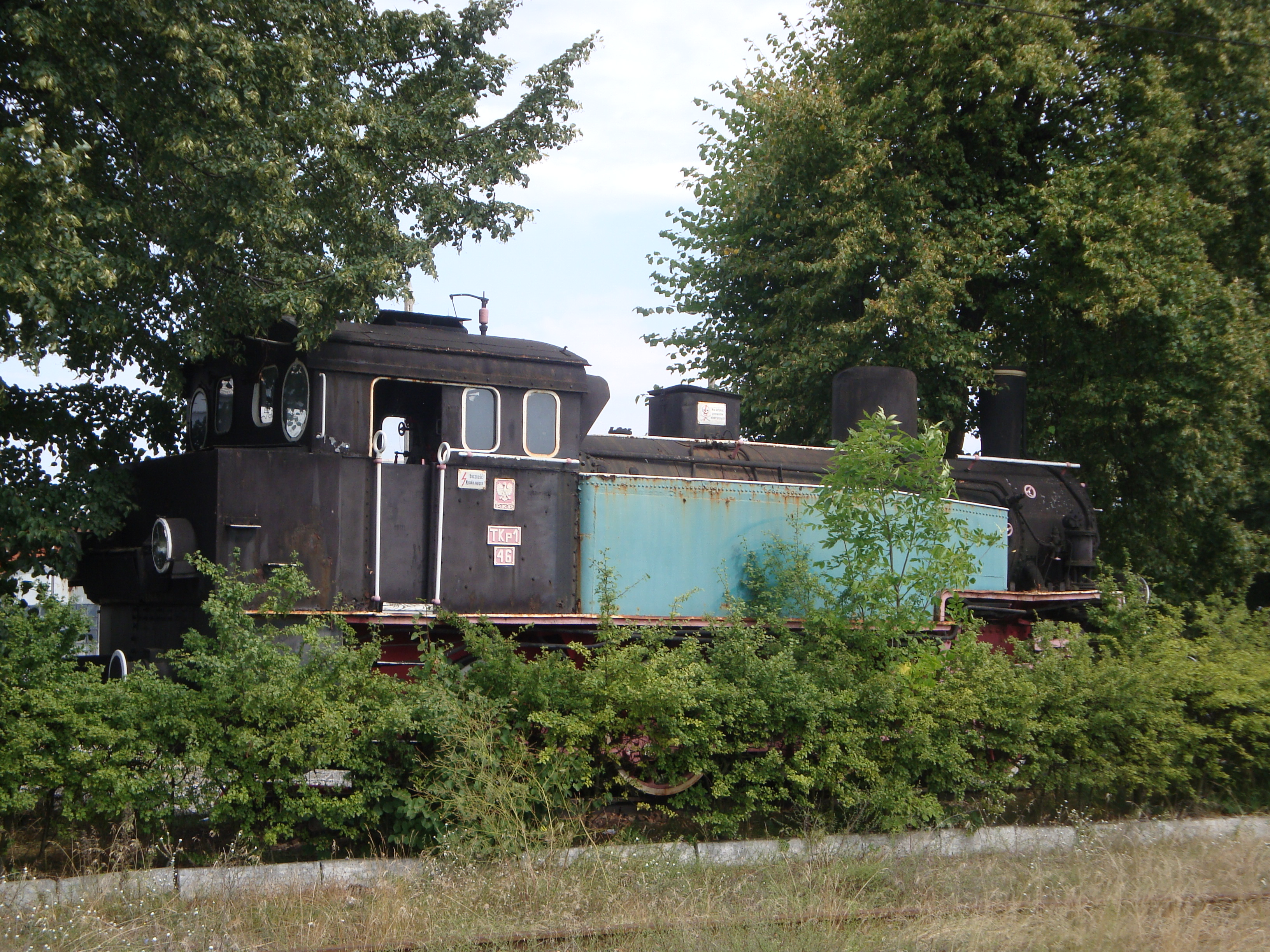
Ungepanzerte Preußische T 13,
hier TKp1-46

Die genutzte Dampflokomotiven des Panzerzug Pieron war eine vollgepanzerte Preußische T 13. Die Panzerung bestand aus Eisenblechen mit einer Stärke von 18 mm. Sie wurde 1911 bei der Union Gießerei Königsberg mit der Werksnummer Union 1907/1911 hergestellt. Bei den Preußischen Staatseisenbahnen lief sie unter der Bezeichnung Kattowitz 7916. Nach dem Ende des Ersten Weltkrieges wurde sie an Polen übergeben und bekam dort die Seriennummer TKp1-11.

### Artilleriewagen
Der Panzerzug Szwoleżer verfügte über einen Artilleriewagen. Dieser war ein zweiachsiger gedeckter Güterwagen aus Holz mit der Seriennummer Ike 670422. Der Wagen wurde 1919 in Lemberg umgebaut und erhielt eine Panzerung aus Beton und Holzbrettern im Inneren. Als Bewaffnung verfügte der Wagen über eine russische 7,62-cm-Kanone. Ursprünglich zugewiesen wurde der Wagen dem Panzerzug Generał Iwaszkiewicz.

### Maschinengewehrwagen
Der Panzerzug Szwoleżer führte zusätzlich noch einen Maschinengewehrwagen mit. Dieser war ein ehemaliger gedeckter Güterwagen aus Holz, welcher mit Beton verstärkt und mit Holzbrettern im Inneren verkleidet wurde. Er verfügte über zwei Maschinengewehre und einem kleinen Beobachtungsturm. Dieser Maschinengewehrwagen wurde vorher beim Panzerzug Reduta Ordona eingesetzt.

### Sturmwagen
Weiterhin verfügte der Panzerzug Pieron über einen Sturmwagen. Dieser war für den Transport von Infanterie vorgesehen, welche ausbooten und den Feind angreifen oder den Zug verteidigen konnten. Der Sturmwagen war ursprünglich ein gedeckter Güterwagen aus Holz mit einer Panzerzug aus Beton. Die Seriennummer des Wagens lautete 14832.

### Abstoßwagen
Am Anfang und Ende des Zuges befand sich je ein vierachsiger Flachwagen, welche als Abstoßwagen genutzt wurden. Diese sollte als erstes auf mögliche Minen oder beschädigte Gleise auffahren und somit den Panzerzug schützen. Zusätzlich wurde Material für den Gleisbau darauf transportiert. Der Wagen führte die Seriennummer 28148.

## Einsatz
Ein Einsatz in Kämpfen und der Verbleib des Panzerzug Szwoleżer kann nicht nachgewiesen werden.

## Zugpersonal
- Zugkommandant Leutnant Izydor Olszanski (ab 21. Mai 1921)

## Zugzusammensetzung
Die Zusammensetzung des Zuges wird von vorne nach hinten aufgeführt.
- Abstoßwagen (Seriennummer: 28148)
- Artilleriewagen (Seriennummer: Ike 670422)
- Maschinengewehrwagen (Seriennummer: Grn 110511)
- Panzerzuglokomotive (Seriennummer: TKp1-11)
- Sturmwagen (Seriennummer: 14832)
- Abstoßwagen